# Pfarrkirche Egg (Kärnten)

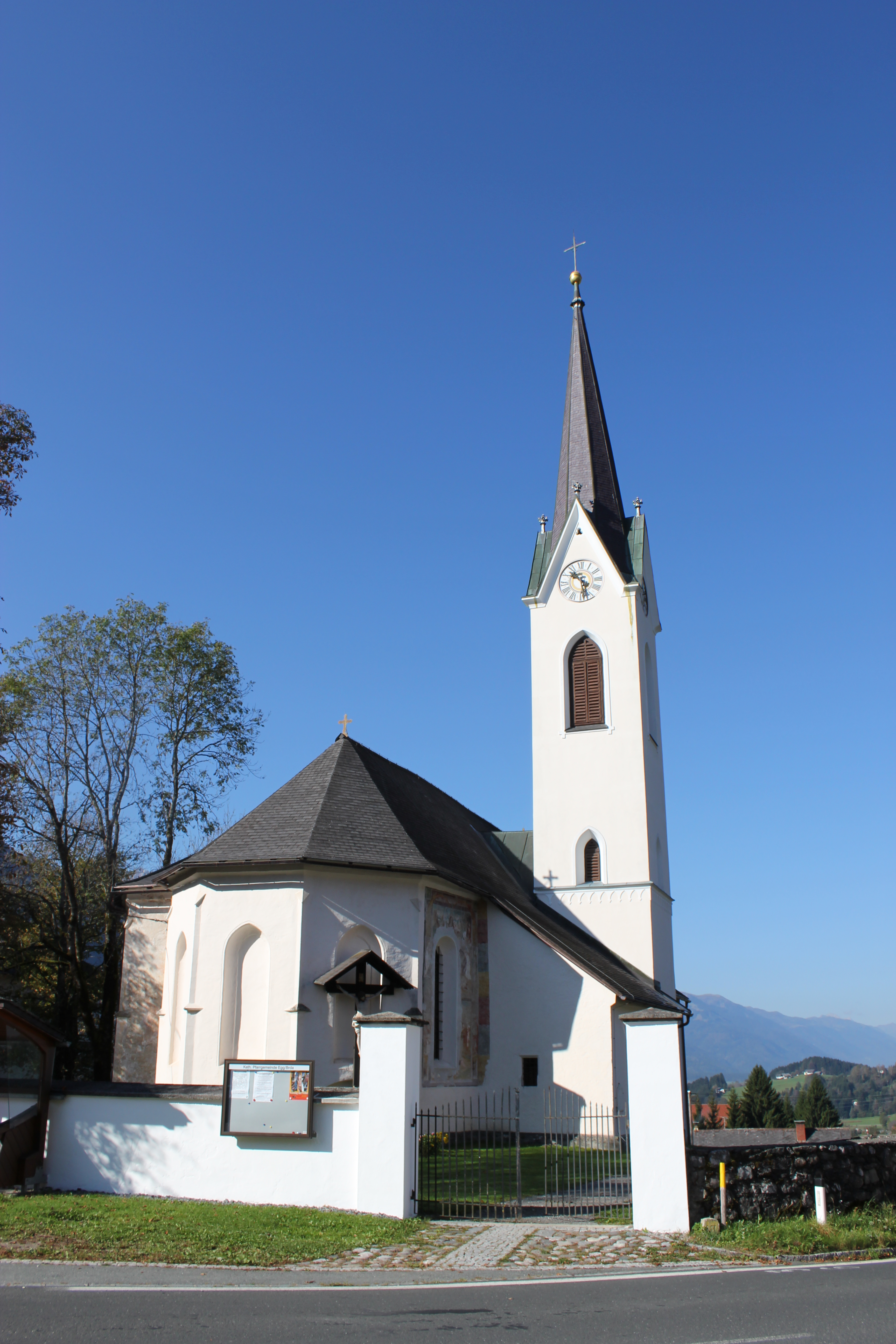
Kath. Pfarrkirche hl. Michael in Egg in Hermagor-Pressegger See

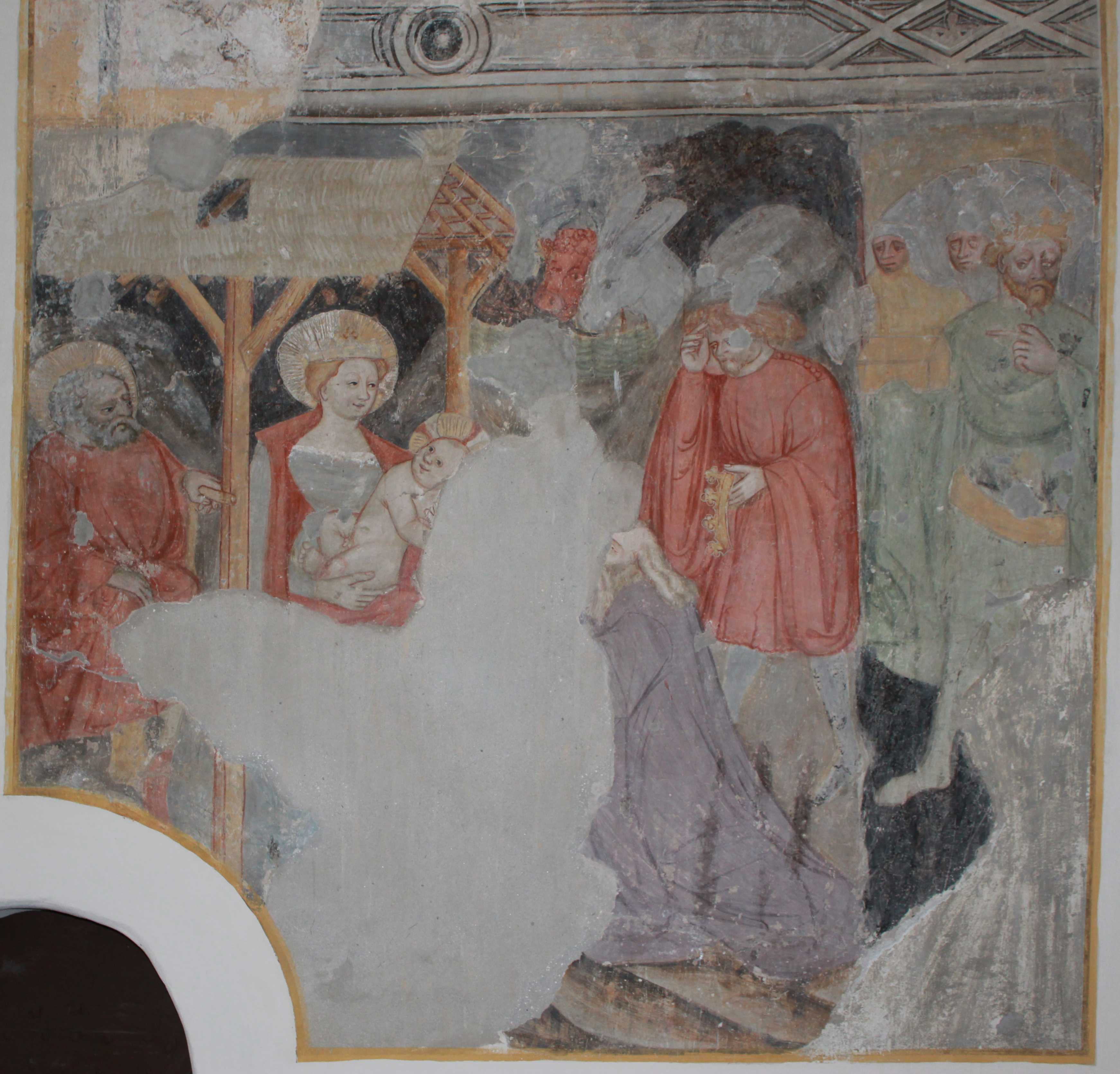
Anbetung der Könige

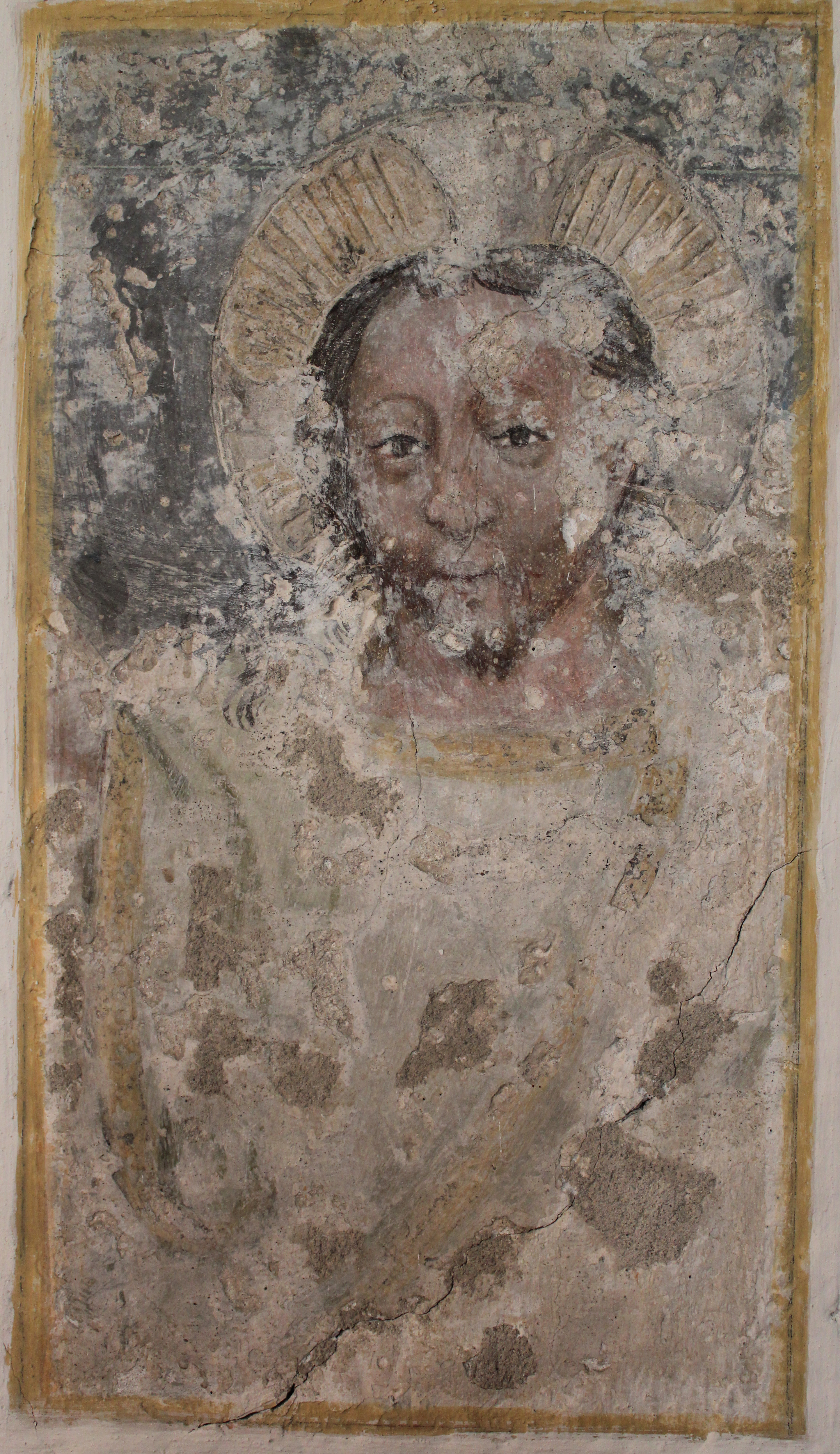
Haupt Christi

Die römisch-katholische Pfarrkirche Egg steht im Ort Egg in der Stadtgemeinde Hermagor-Pressegger See im Bezirk Hermagor in Kärnten. Die Pfarrkirche hl. Michael gehört zum Dekanat Hermagor/Šmohor in der Diözese Gurk-Klagenfurt. Die Kirche steht unter Denkmalschutz (Listeneintrag).

## Geschichte
Eine Pfarre wurde 1244 urkundlich genannt.

## Architektur
Das Gotteshaus ist eine mittelgroße wehrhafte Anlage. Die Kirche besteht aus einem dreijochigen Schiff und einem gleich hohen und gleich breiten dreijochigen Chor mit Dreiachtelschluss. An der Südseite wurde um 1480 eine Kapelle angebaut. Nördlich des Chores befindet sich die Sakristei mit einem abgefasten Rechteckfenster und einem mit einer Eisentüre versehenen Rundbogenöffnung. Zwischen der Sakristei und dem Langhaus steht der Turm mit einem hohen Untergeschoß und kleinem, spitzbogigem Fenster. Darüber sind die größeren, spitzbogigen Schallfenster und ein Spitzgiebelhelm. Im Anbau westlich des Turmes mit einem abgefasten Spitzbogenportal und einem Spitzbogenfenster ist die Turmstiege untergebracht. Am Chorschluss und an der östlichen Abschrägung des Kapellenanbaues stützen zarte, einfach abgetreppte Dreikantstrebepfeiler den Bau.
Das durch den Ausbruch eines Fensters fragmentierte Fresko außen an der Chornordwand ist mit „1488 – C.P.A.M.E.G.X“ bezeichnet und wurde 1945 freigelegt. In gemalter architektonischer Rahmung ist die Verkündigung, der Evangelist Johannes und wohl auch die Auferstehung dargestellt. Außen an der Ostwand des Kapellenanbaues hat sich die Vorzeichnung eines gotischen Christophorus erhalten.
Das spitzbogige, profilierte Südportal besitzt eine eisenbeschlagene Tür, ebenso wie das Westportal.
Im Langhaus erhebt sich ein Netzrippengewölbe mit quadratischen und runden Schlusssteinen über Runddiensten mit Kapitellringen. Im Langhaus steht auf Holzsäulen eine zweigeschoßige, hölzerne Westempore mit Holzbalustrade aus der Barockzeit. Die 1882 von Franz Grafenauer gebaute, neugotische Orgel ist auf einer eigenen nördlichen Seitenempore aufgestellt. Das Wandgemälde der Anbetung der Könige an der Langhausnordwand entstand um 1420/30, das Fragment mit dem Haupt Christi im 15. Jahrhundert. Von der Südwand des Langhauses führt eine niedrige, abgefaste Spitzbogenarkade in die westliche der beiden Seitenkapellen. In dem quadratischen Raum ruht ein Sternrippengewölbe mit Wappenschlusssteinen auf Konsolen. Die großen Lanzettfenster im Langhaus und in der Seitenkapelle wurden rezent verglast. Ein eingezogener, gekehlter, spitzbogiger Triumphbogen verbindet das Langhaus mit dem Chor. Im Chor erhebt sich ein Netzrippengewölbe mit Wappenschlussstein über einfachen Runddiensten mit Kapitellen. Die Rippen des Chorgewölbes wurden 1835 abgeschlagen und bei der Restaurierung 1969 wiederhergestellt. Der Chor wird durch zwei hohe Rundbogenfenster belichtet. Ein abgefastes Rundbogenportal an der Chornordwand führt in die zweijochige, mit unregelmäßigen Gratgewölben versehene Sakristei. Eine mittelhohe Spitzbogenarkade mit gekehlter Laibung an der Chorsüdseite bildet den Zugang zur Marienkapelle. Über dem Raum mit einem unregelmäßigen Grundriss ruht ein Rippengewölbe auf Konsolen. Das Rippengewölbe weist einen Wappenschlussstein sowie vertiefte Vierpassfelder mit halbfigurigen Darstellungen der Heiligen Katharina, Barbara und Erasmus auf. In den beiden Spitzbogenfenstern ist das ursprüngliche Maßwerk erhalten. Die Glasmalereien von 1490 am dreiteiligen Fenster zeigen eine Kreuzigungsgruppe mit Maria und Johannes, darunter die heilige Barbara, flankiert von Gandolf von Khuenburg und seiner Frau Dorothea. Die Glasmalereien des zweiteiligen Fensters entstanden in derselben Zeit und stellen die Apostel Bartholomäus und Judas Thaddäus dar. Die Marienkapelle war die Grabkapelle der Herren von Khuenburg. in der Südwand sind die Wappengrabplatten von Gandolf von Khuenburg († 1493) und Christoph von Kheunburg († 1542) eingelassen. Das Weihwasserbecken in der Kapelle ist mit 1424 bezeichnet.

## Einrichtung
Den klassizistischen Hochaltar schuf 1837 Joseph Stauder aus Sexten. Die Figur des Erzengels Michael wird von den Apostelfürsten Petrus und Paulus flankiert. Das Oberbild zeigt Gottvater.
Der Altar in der westlichen Kapelle ist ein Säulenaltar von 1648 über hohem Sockel mit gesprengtem Dreiecksgiebel, einer Ädikula mit Konsolpilaster als Aufsatz und Knorpelwerk als Bekrönung. Die Mittelnische birgt die Figurengruppe einer Marienkrönung, die Seitennischen Statuen der Heiligen Stephanus und Rochus. Das Aufsatzbild mit der Taufe Christi wird von einer weiblichen und einer männlichen Heiligenfigur flankiert. Auf der Mensa steht die Statue des heiligen Johannes Nepomuk.
Der Altar in der Marienkapelle entstand um 1680. Er besteht aus einer Ädikula über einem hohen Sockel, einer kleinen Ädikula als Aufsatz, einem Knorpelwerksrahmen als Bekrönung und mit Knorpelwerk verzierten, seitlichen Ohren. Die Mittelnische birgt eine Figur der Muttergottes mit Kind im Strahlenkranz. Das Aufsatzbild stellt die Stifter dar, die Bekrönung bildet ein Bild mit den Heiligen Martin und Sebastian.
Über dem Triumphbogen ist eine plastische Darstellung der Heiligen Dreifaltigkeit vom Ende des 18. Jahrhunderts angebracht. Das Ölbild mit dem Engelsturz in der westlichen Seitenkapelle wurde um 1820/30 gemalt. Die Konsolfigur des heiligen Martin entstand um 1470/80. Das Weihwasserbecken stammt aus dem 16. Jahrhundert.